# Шпат (конярство)
Шпат — у конярстві серйозна вада коня. Розрощення кісточок скакального суглоба з внутрішнього боку, яке робить коня непридатним до використання на роботах і в спорті. Ознакою шпату є «півняча хода».